# Lago Alakol
O lago Alakol (em cazaque:  Alako'l / Алакөл) é um lago salgado nas regiões de Almaty e Cazaquistão Oriental, no Cazaquistão. Fica a cerca de 180 km a leste do lago Balkhash, próximo da fronteira chinesa, com a Região Autónoma Uigur de Sinquião. Tem uma área de 2650 km², uma profundidade máxima de 54 m e um volume de 58,6 km³, a 347 m de altitude.
O lago é a extensão noroeste da região conhecida como passo de Alataw, um vale estreito que liga as terras altas do sul do Cazaquistão com o árido noroeste da China. A Porta de Zungaria é um vale de falha, onde o fundo está a 350-450 m e os picos dos Dzungarski Alatau chegam a 4463 m. Dois leques aluviais, bem definidos, são visíveis em riachos de montanha cortados através da paisagem de falha (no lado sudoeste do lago).
O lago Alakol tem uma bacia de drenagem de 65.200 km² e recebe água periodicamente do rio Urdzhar no extremo norte do lago. Terras baixas, pantanosas, ligam o extremo noroeste do lago Alakol com o lago Sasykkol (na imagem de satélite, de cor mais clara, na parte superior central).
O Refúgio do Estado Alakol foi criado para proteger a área do lago e é um lugar importante de reprodução e nidificação de aves de várias zonas húmidas, em particular da muito rara Ichthyaetus relictus (gaivota-da-ásia-central). Na ilha Piski há bandos de flamingos e 40 espécies de aves distintas.
A maior ilha do lago é Ul'kun-Aral-Tyube, no centro do corpo de água.
A atividade agrícola nesta região árida limita-se às áreas onde há humidade adequada, principalmente ao longo de rios efémeros nos deltas e leques aluviais.
A cultura Alakul da Idade do Bronze estava localizada na região do lago. Em meados do século I a.C. o lago Alakol marcava o extremo oriental do estado de Kangar, que surge nos mapas chineses do território ocidental.